# F. W. Ofeldt & Sons

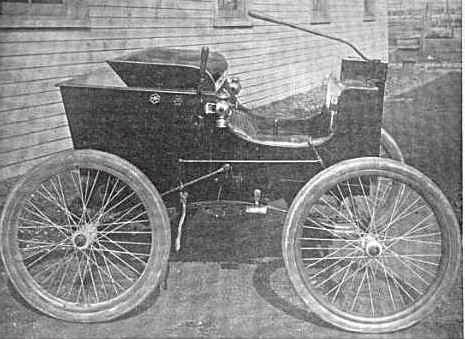
Ofeldt von 1899

F. W. Ofeldt & Sons war ein US-amerikanischer Hersteller von Automobilen.

## Unternehmensgeschichte
Das Unternehmen hatte seinen Sitz in Brooklyn im US-Bundesstaat New York. Eine andere Quelle gibt Nyack an. Es beschäftigte sich mit Dampfmaschinen. 1899 stellte Ernest F. Ofeldt das erste Fahrzeug her, dem ein zweites folgte. In einem Werk in Newark in New Jersey entstanden zwischen 1901 und 1902 zwei weitere Fahrzeuge. Der Markenname lautete Ofeldt.
Bis 1905 entstanden noch Teile für Dampfwagen anderer Hersteller. Eine Anzeige ist überliefert. Nach 1909 verliert sich die Spur des Unternehmens.

## Fahrzeuge
Im Angebot standen Dampfwagen. Beim ersten Wagen wurde eine Kutsche motorisiert. Dazu wurden zwei Dampfmotoren in einem Winkel von 90 Grad verbunden. Damit war dieser Motor einer des ersten Dampfmotoren in V-Form. Die Reichweite betrug 32 Kilometer mit einer Ladung Wasser und Brennstoff. Das Fahrzeug war keine Schönheit. Stattdessen ging es darum, dass es funktionierte.
Das zweite Fahrzeug war als Surrey karosseriert.
Die beiden letzten Fahrzeuge waren ein Personenkraftwagen und ein Nutzfahrzeug.